# Elenantilope
Die Elenantilope (Taurotragus oryx), auch Eland genannt, ist eine im östlichen und südlichen Afrika lebende sehr große Antilopenart. Gemeinsam mit der nah verwandten, west- und zentralafrikanischen Riesen-Elenantilope (T. derbianus), die zwar nicht größer ist, aber längere Hörner hat, bildet sie die Gattung der Elenantilopen.
Die Bezeichnung Eland stammt vom niederländischen Wort für den Elch. Die Antilopen wurden so genannt, als holländische Siedler diese großen Antilopen im südlichen Afrika entdeckten.

## Merkmale

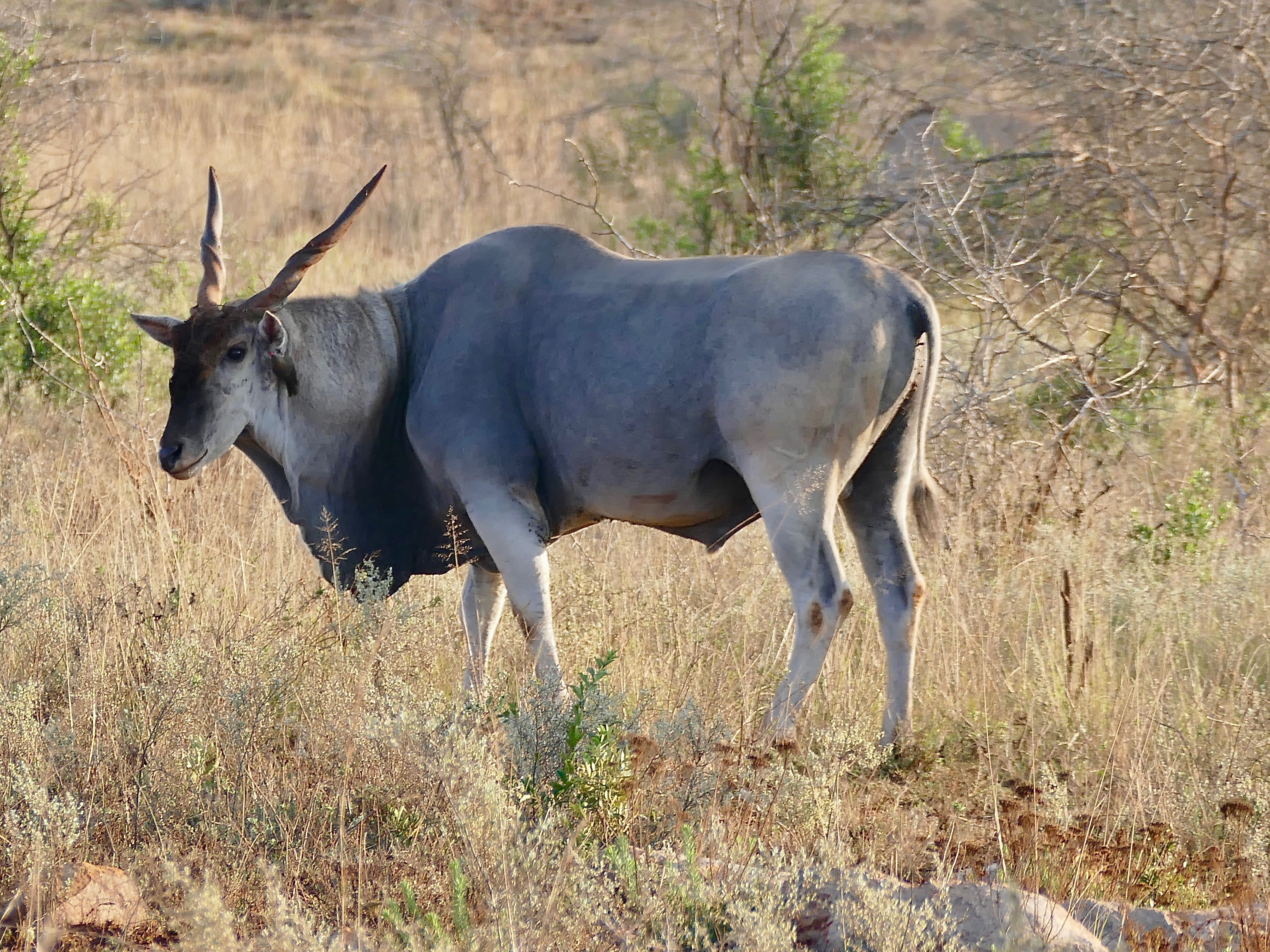
Älteres Männchen mit typischer blaugrauer Färbung

Elenantilopen haben einen sehr stark ausgeprägten Geschlechtsdimorphismus. Männchen erreichen eine Kopf-Rumpf-Länge von 250 bis 340 cm, eine Widerristhöhe von 135 bis 183 cm und ein Gewicht von 400 bis 940 kg. Weibchen bleiben mit einer Kopf-Rumpf-Länge von 200 bis 280 cm, einer Widerristhöhe von 125 bis 153 cm und einem Gewicht von 390 bis 600 kg deutlich kleiner. Der Schwanz ist mit 54 bis 75 cm relativ lang. An seinem Ende befindet sich ein Büschel dunkler Haare. Im Durchschnitt wiegen Männchen 35 bis 50 % mehr als die Weibchen. Im Vergleich zu anderen afrikanischen Antilopen ist die Gestalt der Elenantilopen deutlich massiger, besonders die der Männchen an Brust, Hals und Schultern. Die Beine sind relativ kurz und kräftig. Mit ihrem Maximalgewicht von ca. 940 kg erreichen die Männchen der Elenantilopen und die der nah verwandten Riesenelenantilopen das Gewicht großer Wildrinder, z. B. des Kaffernbüffels oder des Bisons. Beide Geschlechter haben spiralförmig gedrehte Hörner, die der Weibchen sind etwas länger (51 bis 70 cm) aber dünner und weniger gedreht als die der Männchen (43 bis 67 cm). Beide Geschlechter haben eine von der Kehle bis zur Brust herabhängende Hautfalte, die Wamme. Die Unterkante der Wamme ist mit einem Streifen längerer Haare versehen. Die Wamme alter Männchen ist besonders lang und so variabel, dass sie zur Identifizierung einzelner Exemplare verwendet werden kann. Nur Männchen besitzen ein dunkelbraunes Feld büscheliger Haar auf der Stirn und der Schnauzenmitte, das möglicherweise in Verbindung mit Duftdrüsen steht. Elenantilopen sind relativ einheitlich gefärbt, Jungtiere eher rotbraun, ältere hellbraun bis grau. Alte Männchen nehmen oft einen blaugrauen Farbton an und ihr Hals erscheint dunkel, da die dunkle Haut durch das dünner werdende Fell hindurchscheint. Auf der Rückenmitte verläuft ein Kamm dunkler Haare von dem und 2 bis 12 seitliche Querstreifen ausgehen. Die Querstreifung ist vorne deutlicher ausgeprägt als hinten. Die Ohren sind klein und spitz. Im Unterschied zur Riesenelenantilope zeigen die Wangen der Elenantilope keinen hellen Fleck. Der hintere Bereich der Vorderbeine ist weißlich; oberhalb des Ellbogengelenks befinden sich oft schwarze Ringe. Im Norden des Verbreitungsgebietes ist die Fellmusterung deutlicher ausgeprägt, die Tiere im Süden haben ein blasseres Fell und die Streifen sind blasser oder fehlen fast. Die vorderen Hufe sind größer als die hinteren, was wahrscheinlich darauf zurückzuführen ist, dass die Tiere vorne schwerer sind als hinten. Im Verhältnis zur Größe der Tiere sind Maul und Zähne relativ klein, was auf ihre selektive Ernährungsweise hindeutet.
Das Gebiss besitzt die für Hornträger charakteristische Zahnformel {\displaystyle {\frac {0.0.3.3}{3.1.3.3}}}.
Männliche Elenantilopen haben 31 diploide Chromosomen, weibliche 32.

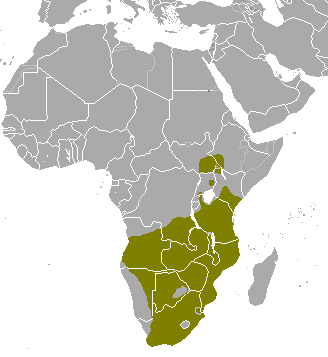
Das Verbreitungsgebiet der Elenantilope

## Verbreitung und Lebensraum
Elenantilopen leben im östlichen und südlichen Afrika in Trockensavannen, Savannenwäldern und den Buschlandschaften der Kalahari und der Karoo.  An den Hängen des Kilimandscharo, des Mount-Kenya-Massivs, auf dem Nyika-Plateau und in den südafrikanischen Drakensbergen kommen sie auch in Landschaften mit subalpinen Mooren in Höhen von 2400 bis 2700 Metern vor. Elenantilopen meiden dichte Wälder, Sümpfe, echte Wüsten und vollständig offene Graslandschaften. Sie benötigen Zugang zu offenen Wasserstellen. Das ursprüngliche Verbreitungsgebiet reichte vom Kap der Guten Hoffnung im Süden bis zum Südrand des Kongobeckens und umfasste auch die Savannen Ostafrikas, wüstenartige Regionen im Norden von Kenia und Regionen im Einzugsbereich des südlichen Weißen Nils im Südsudan. Durch die zunehmende Besiedelung durch den Menschen verschwand die Art in mehr als der Hälfte ihres früheren Verbreitungsgebiets. In prähistorischen Zeiten war das Verbreitungsgebiet der Elenantilope noch größer. Fossile Überreste von Taurotragus oryx wurden in der Nähe von Tighennif im Nordwesten Algeriens entdeckt und in das späte Pleistozän datiert.

## Lebensweise
Elenantilopen ernähren sich von verschiedenen pflanzlichen Bestandteilen und gelten wegen ihres kleinen Mauls als Selektierer. Das ganz Jahr über fressen sie Blätter, Früchte und Schoten einer Vielzahl von Pflanzenarten, z. B. von Acacia, Combretum, Grewia, Rhus und Ziziphus. Gräser, z. B. Setaria und Themeda, werden nur zu Beginn der Regenzeit gefressen, wenn sie frisch sprießen und am saftigsten sind. Elenantilopen benutzen ihre Hörner um Früchte tragende Äste abzubrechen und um nach Knollen zu graben. Den größten Teil ihres Wasserbedarfs nehmen die Antilopen mit der Nahrung auf. Finden sie jedoch offene Wasserstellen, so nutzen sie diese stets zum Trinken. Elenantilopen leben in Herden deren Größe und Zusammensetzung stetigen Änderungen unterworfen sind. Ist das Nahrungsangebot gut, so können die Herden 100 bis 500 Exemplare umfassen. Die Herden können gemischt sein oder nur aus Weibchen, nur aus Männchen oder nur aus Jungtieren bestehen. Ausgewachsene Männchen leben oft einzeln oder mit kleineren Männchen zusammen. Die einzige relativ beständige Bindung besteht zwischen den Weibchen und ihren Jungtieren, aber auch sie ist locker bzw. vergänglich, da die Jungtiere gerne eigene Herden bilden. Diese können bis zu 400 Individuen umfassen. In gemischten kleinen Herden gibt es in der Regel 3 bis 5 Männchen und 10 bis 12 Weibchen. Bei der Beobachtung in menschlicher Obhut gehaltener Tiere zeigte sich, dass die Weibchen komplexe hierarchische Beziehungen eingehen. In freier Wildbahn sind diese mit Sicherheit aber fließender.

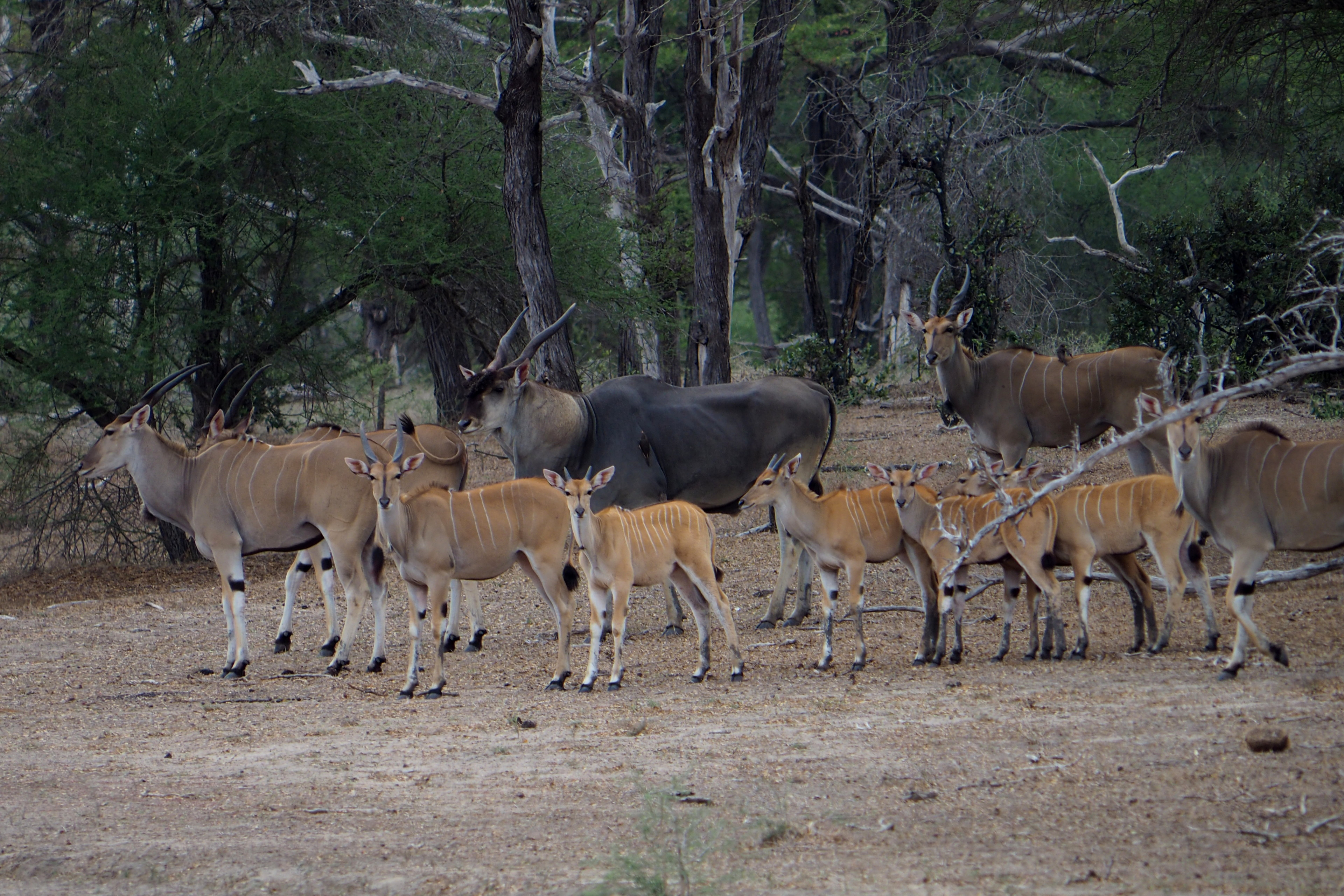
Elenantilopen, Weibchen, ein altes Männchen und Jungtiere

Die Aktivitätsmuster der Elenantilopen sind variabel, abhängig von der Jahreszeit, der Futterverfügbarkeit und dem Standort. Der wichtigste Faktor ist dabei die Temperatur. Bei nicht zu hohen oder kühlen Temperaturen wechseln etwa zweistündigen Phasen der Nahrungsaufnahme und gleichlange Zeiten der Ruhe und des Wiederkäuens einander ab. Dieser Wechsel beginnt oft schon um 6:00 Uhr und dauert dann den ganzen Tag über, bei schlechter Nahrungsverfügbarkeit bis weit in die Nacht an. Ist es sehr heiß ruhen die Antilopen den ganzen Tag im Schatten und fressen erst in der Nacht. Auf der Suche nach Nahrung durchstreifen Elenantilopen große Gebiete, wobei die Weibchen und ihre Jungtiere weiter wandern als die Männchen. Aufgrund ihrer Masse wandern Elenantilopen relativ langsam. Sie können aber auch mehrere Kilometer lang mit einer Geschwindigkeit von ca. 35 km/h traben. Junge Exemplare können gut springen und aus dem Stand ein Hindernis mit einer Höhe von drei Meter überwinden. Die Populationsdichte liegt in der Regel bei weniger als einem Exemplar pro Quadratkilometer.

## Fortpflanzung
Elenantilopen paaren und gebären während des ganzen Jahres, die meisten Geburten finden jedoch zum Ende der Trockenzeit und am Beginn der Regenzeit statt. Die Trächtigkeitsdauer liegt bei 8 bis 9 Monaten. Für die Geburt trennen sich die Weibchen eine Zeit lang von der Herde. Sie gebären für gewöhnlich im Liegen. Die Neugeborenen haben ein Gewicht von 25 bis 30 kg und versuchen schon kurz nach der Geburt zu stehen und zu laufen. Sind in der Herde mehrere Jungtier vorhanden, schließen sie sich zu einer Gruppe zusammen. Einzelne Jungtiere bleiben bis zu zwei Wochen allein in einem Versteck und suchen ihre Mutter nur zum Säugen auf oder wenn sie es aus einem anderen Grund ruft. Die Jungtiere wachsen schnell und können schon im Alter von einem Jahr ein Gewicht von 450 kg erreichen. In Gefangenschaft werden Elenantilopen 15 bis 20 Jahre alt, in freier Wildbahn wird ihre Sterblichkeit vor allem von der Nahrungssituation beeinflusst. Jungtiere, Weibchen oder nicht voll ausgewachsene Männchen fallen auch oft Löwen oder Tüpfelhyänen zum Opfer.

## Systematik
Erstmals wissenschaftlich beschrieben wurde die Elenantilope 1766 durch den preußischen Naturforscher Peter Simon Pallas, der ihr die wissenschaftliche Bezeichnung Antilope oryx gab. Später kamen sie in die Gattung Tragelaphus, die 1816 durch den französischen Zoologen Henri Marie Ducrotay de Blainville aufgestellt wurde. Im Zuge einer Revision der Hornträger im Jahr 2011 durch Colin Groves und Peter Grubb wurden sie in die Gattung Taurotragus verschoben, die bereits 1855 durch den deutschen Zoologen Johann Andreas Wagner eingeführt worden ist. Einige Autoren führen die Elenantilopen jedoch weiterhin in der Gattung Tragelaphus.

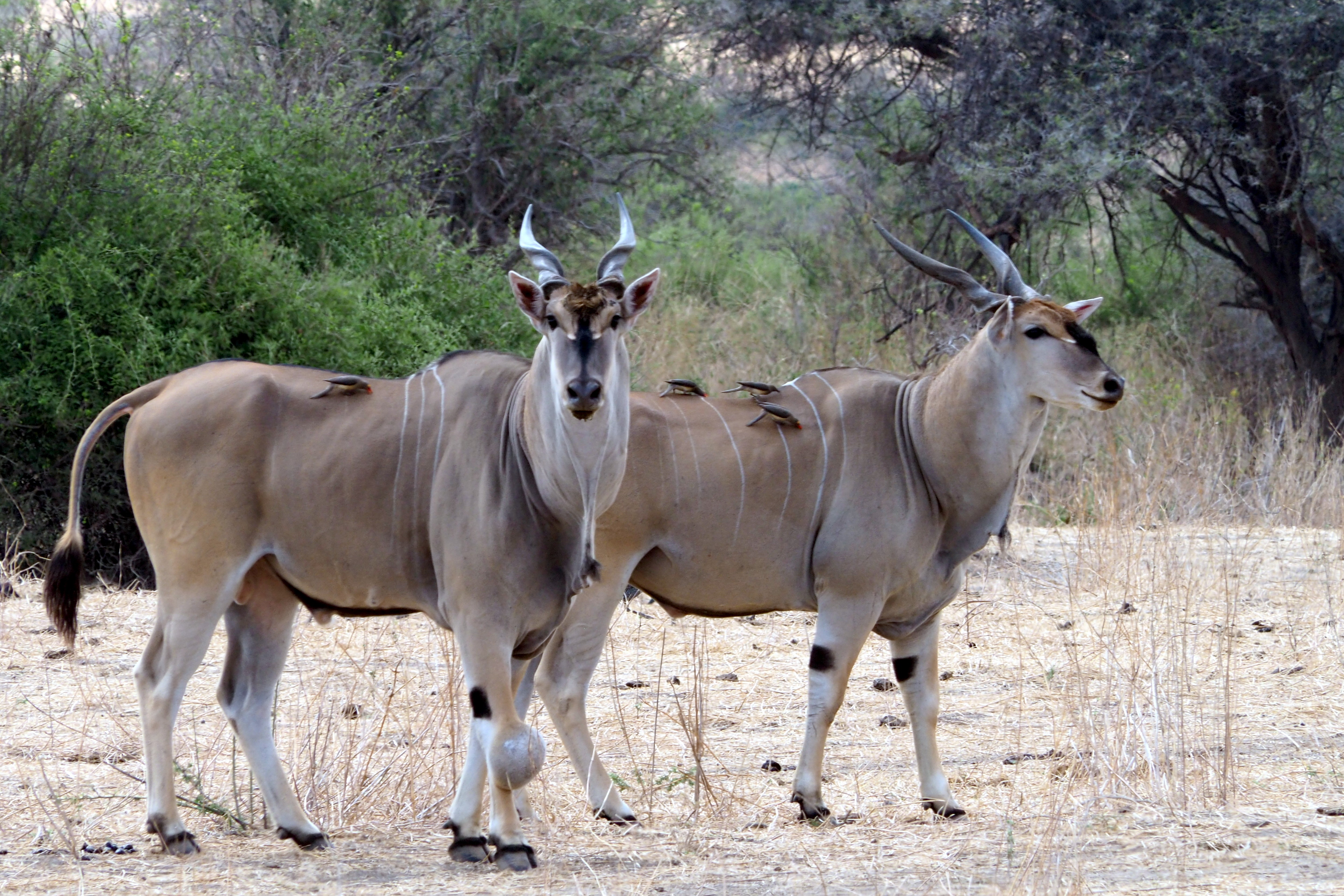
T. o. livingstonii im Ruaha-Nationalpark in Tansania
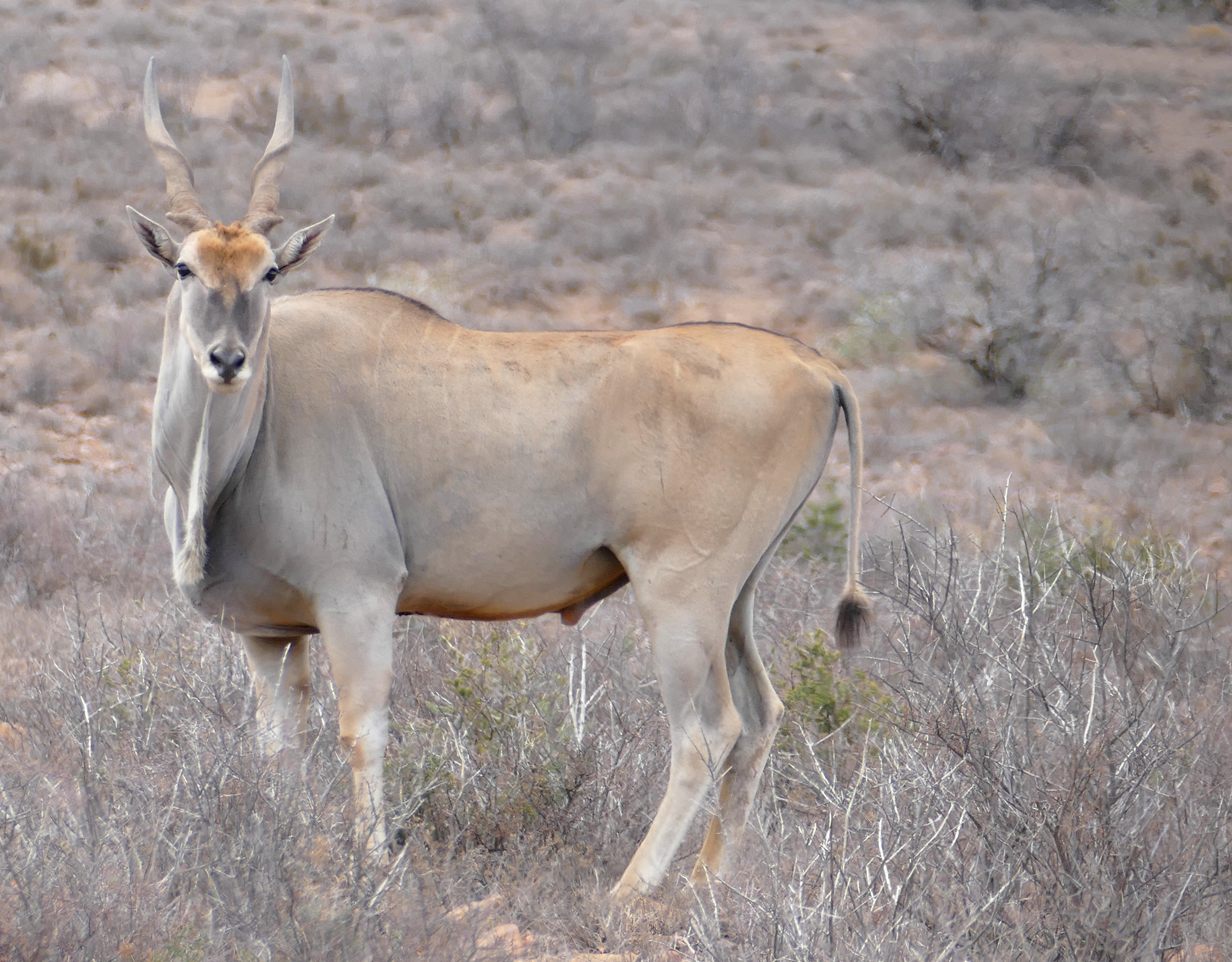
T. o. oryx im Karoo-Nationalpark in Südafrika

Innerhalb der Hornträgerunterfamilie der Bovinae bilden Tragelaphus, Taurotragus und drei andere Gattungen die Gattungsgruppe Tragelaphini. Die Schwestergattung von Taurotragus sind die Großkudus (Strepsiceros).
Im Huftierband des Handbook of the Mammals of the World, einem Standardwerk der Mammalogie, werden zwei Unterarten der Elenantilope unterschieden:
- Taurotragus oryx oryx Pallas, 1766, im südlichen Afrika.
- Taurotragus oryx livingstonii Sclater, 1864, im östlichen Afrika.

T. o. pattersonianus, eine dritte Unterart, gilt dort heute nicht mehr als valide, da sich nur die zwei anderen deutlich voneinander unterscheiden lassen, in Kingdons Mammals of Africa wird sie jedoch weiterhin als anerkannte Unterart gelistet.

## Gefährdungssituation
Die Elenantilope wird von der Weltnaturschutzunion IUCN in der Roten Liste gefährdeter Arten als Art Tragelaphus oryx geführt. Sie wird als nicht gefährdet (Least Concern) eingestuft. Im Jahr 2016 schätzte die IUCN, dass es 90.000 bis 110.000 ausgewachsene Exemplare gab, wobei einige Populationen zurückgehen. 50 % der Tiere sollten in Schutzgebieten leben, 30 % auf Ländereien im Privatbesitz. In Burundi ist die Elenantilope ausgerottet worden, in Angola, Ruanda und Uganda gibt es nur noch wenige Exemplare. Schutzgebiete mit größeren Populationen der Art sind der Omo-Nationalpark im Südwesten Äthiopiens, der Boma-Nationalpark im Osten des Südsudan, die Serengeti im Norden Tansanias, der Kafue- und der Nordluangwa-Nationalpark in Sambia, der Nyika-Nationalpark im Norden Malawis, der Etosha-Nationalpark im Norden von Namibia, die grenzüberschreitende Kavango-Zambezi Transfrontier Conservation Area und der südafrikanische Ukhahlamba-Drakensberg Park. Wilderei ist an einigen Orten ein großes Problem. Da das Fleisch der Tiere hochwertig ist, werden oder wurden Elenantilopen in Kenia, Südafrika, Simbabwe, Russland, der Ukraine, Großbritannien und in den USA halbdomestiziert gehalten.